# Ensanchamiento Doppler

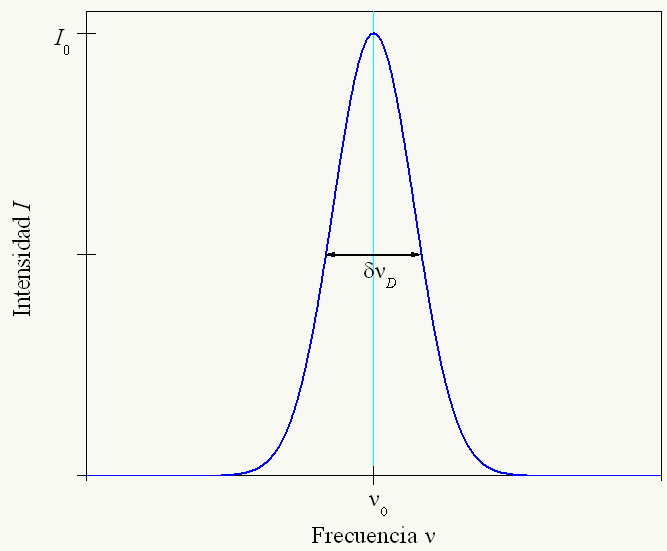
Ensanchamiento Doppler de una línea espectral. Io es la intensidad máxima, νo es la frecuencia central y δνD es el ancho a media altura de la línea

En física atómica, ensanchamiento Doppler es el ensanchamiento de líneas espectrales debido al efecto Doppler causado por una distribución de velocidades de átomos o moléculas. Velocidades diferentes de las partículas emisoras resultan en corrimientos Doppler diferentes, cuyo efecto acumulado es el ensanchamiento de la línea.
El perfil de línea resultante se conoce como perfil Doppler. Un caso particular, y quizás el más importante, es el ensanchamiento Doppler térmico debido al movimiento térmico de las partículas. En este caso el ensanchamiento depende sólo de la frecuencia de la línea espectral, la masa de las partículas emisoras y su temperatura, y por tanto puede utilizarse para inferir la temperatura del cuerpo emisor.

## Derivación
Cuando el movimiento térmico hace que una partícula se mueva hacia el observador, la radiación emitida sufrirá un corrimiento hacia una frecuencia más alta. Igualmente, cuando el emisor se aleja, la frecuencia se reduce. Para velocidades no relativistas,
el corrimiento Doppler en frecuencia será:
{\displaystyle f=f_{0}\left(1+{\frac {v}{c}}\right)}
donde {\displaystyle \ f} es la frecuencia observada, {\displaystyle \ f_{0}} es la frecuencia en reposo, {\displaystyle \ v} es la velocidad del emisor hacia el observador, y {\displaystyle c} es la velocidad de la luz.
Puesto que en cualquier elemento de volumen del cuerpo radiante hay una distribución de velocidades dirigidas tanto hacia el observador como alejándose de éste, el efecto neto será un ensanchamiento de la línea observada. Si {\displaystyle \,P_{v}(v)dv} es la fracción de partículas con componente de velocidad {\displaystyle \,v} to {\displaystyle \,v+dv} a lo largo de la línea de visión, la distribución de frecuencias correspondiente será
{\displaystyle P_{f}(f)df=P_{v}(v_{f}){\frac {dv}{df}}df},
donde {\displaystyle \,v_{f}=c\left({\frac {f}{f_{0}}}-1\right)} es la velocidad hacia el observador que corresponde al corrimiento de la frecuencia en reposo {\displaystyle \,f_{0}} a {\displaystyle \,f}. Por tanto,
| {\displaystyle P_{f}(f)df={\frac {c}{f_{0}}}P_{v}\left(c({\frac {f}{f_{0}}}-1)\right)df}. |
También podemos expresar el ensanchamiento en términos de la longitud de onda {\displaystyle \,\lambda }. Recordando que en el límite no relativista {\displaystyle {\frac {\lambda -\lambda _{0}}{\lambda _{0}}}\approx -{\frac {f-f_{0}}{f_{0}}}}, obtenemos
| {\displaystyle P_{\lambda }(\lambda )d\lambda ={\frac {c}{\lambda _{0}}}P_{v}\left(c(1-{\frac {\lambda }{\lambda _{0}}})\right)d\lambda }. |
En el caso del ensanchamiento Doppler térmico, la distribución de velocidades viene dada por la distribución de Maxwell-Botzmann
{\displaystyle P_{v}(v)dv={\sqrt {\frac {m}{2\pi kT}}}\,\exp \left(-{\frac {mv^{2}}{2kT}}\right)dv},
donde {\displaystyle \,m} es la masa de la partícula emisora, {\displaystyle \,T} es la temperatura y {\displaystyle \,k} es la constante de Boltzmann. 
Entonces,
{\displaystyle P_{f}(f)df=\left({\frac {c}{f_{0}}}\right){\sqrt {\frac {m}{2\pi kT}}}\,\exp \left(-{\frac {m\left[c\left({\frac {f}{f_{0}}}-1\right)\right]^{2}}{2kT}}\right)df}.
Podemos simplificar la expresión como
{\displaystyle P_{f}(f)df={\sqrt {\frac {mc^{2}}{2\pi kT{f_{0}}^{2}}}}\,\exp \left(-{\frac {mc^{2}\left(f-f_{0}\right)^{2}}{2kT{f_{0}}^{2}}}\right)df},
lo que reconocemos inmediatamente como un perfil gaussiano con desviación estándar
{\displaystyle \sigma _{f}={\sqrt {\frac {kT}{mc^{2}}}}f_{0}}
y anchura a media altura (FWHM)
| {\displaystyle \Delta f_{\text{FWHM}}={\sqrt {\frac {8kT\ln 2}{mc^{2}}}}f_{0}}. |
Análogamente,
{\displaystyle P_{\lambda }(\lambda )d\lambda ={\sqrt {\frac {mc^{2}}{2\pi kT\lambda _{0}^{2}}}}\,\exp \left(-{\frac {mc^{2}(\lambda -\lambda _{0})^{2}}{2kT\lambda _{0}^{2}}}\right)d\lambda }
con desviación estándar
{\displaystyle \sigma _{\lambda }={\sqrt {\frac {kT}{mc^{2}}}}\lambda _{0}}
y FWHM
| {\displaystyle \Delta \lambda _{\text{FWHM}}={\sqrt {\frac {8kT\ln 2}{mc^{2}}}}\lambda _{0}}. |

## Aplicaciones
En astronomía y física del plasma, el ensanchamiento Doppler térmico es una de las explicaciones para el ensanchamiento de las líneas espectrales, y como tal es indicativo de la temperatura del cuerpo observado. Sin embargo, debe tenerse en cuenta que pueden existir otras causas para una distribución de velocidades, por ejemplo, debido a movimiento turbulento. 
Para una turbulencia completamente desarrollada, el perfil de línea resultante es en general muy difícil de distinguir de uno térmico.
Otra posible causa para el ensanchamiento Doppler de las líneas espectrales es que exista un rango de velocidades macroscópicas que resulten, por ejemplo, de la emisión desde regiones que se alejan y se acercan del observador en un disco de acrecimiento en rápida rotación. Finalmente, puede haber otros factores que también contribuyan al ensanchamiento de las líneas. Por ejemplo, una densidad numérica de partículas lo suficientemente elevada puede inducir un ensanchamiento Stark significativo.